# Gsies
Gsies (wł. Valle di Casies) – miejscowość i gmina we Włoszech, w regionie Trydent-Górna Adyga, w prowincji Bolzano (Tyrol Południowy).
Liczba mieszkańców gminy wynosiła 2218 (dane z roku 2009). Język niemiecki jest językiem ojczystym dla 98,47%, włoski dla 1,43%, a ladyński dla 0,1% mieszkańców (2001).